# لئونهارت اویلر
لئون‌هارت اویلر (به آلمانی: Leonhard Euler) (زادهٔ ۱۵ آوریل ۱۷۰۷ در بازل، سوئیس – درگذشتهٔ ۱۸ سپتامبر ۱۷۸۳) دانشمند بزرگ سوئیسی است که نظریه گراف و آنالیز عددی را پایه گذاشت و در بسیاری از شاخه‌های دیگر ریاضیات مانند نظریه تحلیلی اعداد، آنالیز مختلط، معادله دیفرانسیل و توپولوژی کشف‌های پیش‌گامانه و اثرگذاری کرد. او بسیاری از اصطلاحات و نمادهای مدرن ریاضی، از جمله مفهوم تابع ریاضی را معرفی کرد. او همچنین برای کارهایش در مکانیک، اپتیک، نجوم، تئوری موسیقی و تهیه نقشه‌های جغرافیایی شناخته شده است.
در فارسی، گاهی تلفظ فرانسوی نام وی، اولِر، برای نام بردن از او به‌کار می‌رود.
اویلر بیشتر سال‌های زندگی خود را در سن‌پترزبورگ روسیه و برلین در پادشاهی پروس به سر برد.

## زندگی

### کودکی و نوجوانی
لئون‌هارت اویلر در ۱۵ آوریل ۱۷۰۷ در بازل سوییس زاده شد. پدرش از کشیشان پیرو جان کالوَن (Calvin) بود و میل داشت پسرش جانشینش شود، ولی اویلر برخلاف میل او در دانشگاه بازل به تحصیل در رشتهٔالهیات پرداخت. پدر اویلر دروس مقدماتی از جمله ریاضیات را به او آموخت. اویلر بعدها چند سالی را در بازل به سر برد و در یک دبیرستان معمولی محلی به تحصیل پرداخت. در آن دبیرستان، ریاضیات تدریس نمی‌شد و بنابراین اویلر، ریاضیات را خصوصی نزد یوهان برنولی آموخت.
۱۷۲۰، اویلر که ۱۴ سال بیش نداشت، وارد دانشکدهٔ ادب و هنر دانشگاه بازل شد تا پیش از تخصص، دانش عمومی خود را کامل کند. از جمله استادان او یوهان برنولی بود که در کرسی ریاضیات جانشین برادرش ژاکوب شده بود. اویلر، در سال ۱۷۲۲، معادل کارشناسی در ادبیات، و در ۱۷۲۳ کارشناسی ارشد در فلسفه گرفت.

### جوانی
اویلر در ۱۸ سالگی پژوهش‌های مستقلی را آغاز کرد. نخستین کار او که در سال ۱۷۲۶ در یک نشریهٔ علمی منتشر شد، مقالهٔ کوتاهی دربارهٔ منحنی‌های کم‌ترین زمان بود. سپس در سال ۱۷۲۷ در همان نشریه مقاله‌ای دربارهٔ مسیرهای متقابل جبری انتشار داد. او نخستین بار در ۱۹ سالگی شهرت علمی یافت؛ زمانی که فرهنگستان پاریس حل مشکلی را دربارهٔ ساختمان دکل کشتی به مسابقه گذاشته بود و مقاله اویلر، دوم شد.

در پاییز ۱۷۲۶ از اویلر دعوت شد که دستیار فیزیولوژی در سن‌پترزبورگ روسیه شود. در سال ۱۷۲۷ از بازل به سن‌پترزبورگ رفت و بخت یافت که بی‌درنگ در رشته خود کار کند. او آنجا عضو وابستهٔ فرهنگستان در ریاضیات شد. در سال ۱۷۳۱ به استادی فیزیک رسید و در سال ۱۷۳۳ که دانیل برنولی به عنوان استاد ریاضیات به بازل برگشت، جانشین وی شد. 

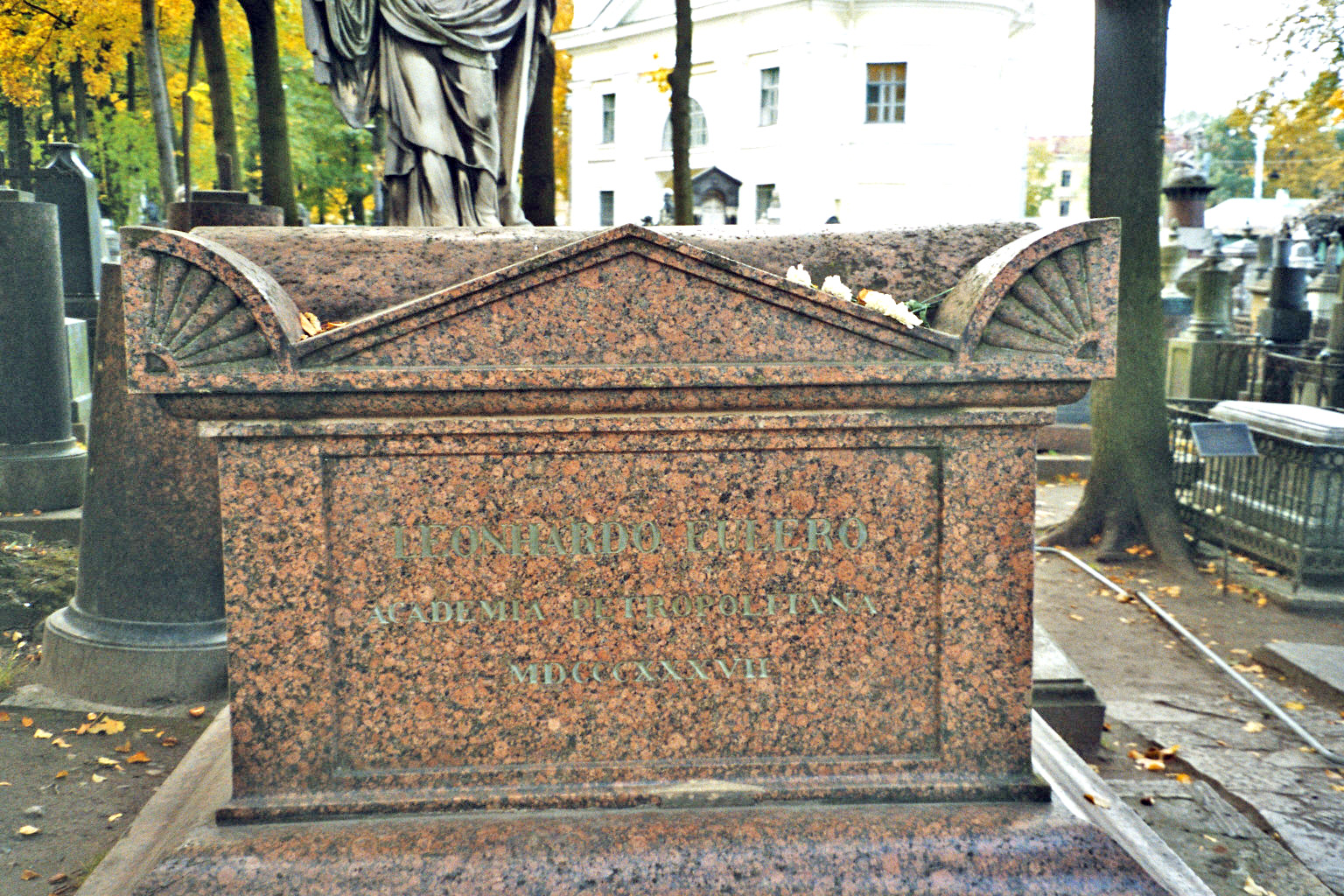
مقبره اویلر در اکساندر نوسکی لاورا.

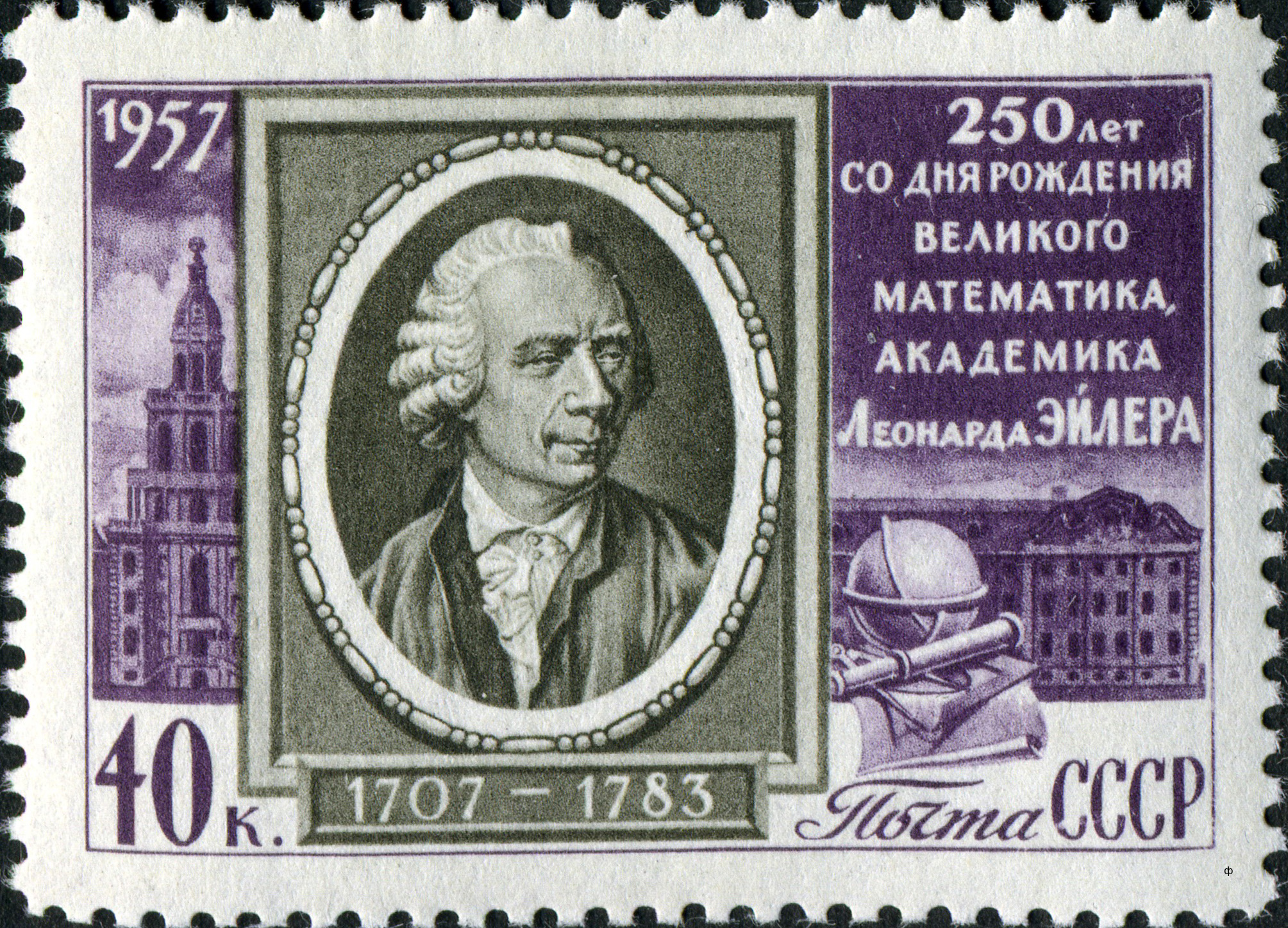
^{تمبر بزرگداشت اویلر چاپ شده در اتحاد جماهیر شوروی برای بزرگداشت ۲۵۰ مین سالگرد تولد اویلر. نوشته شده:۲۵۰ مین سال از تولد ریاضی‌دان و دانشگاهی بزرگ، لئون‌هارد اویلر.}

او از سال ۱۷۲۷ گزارش‌هایی دربارهٔ پژوهش‌هایش به جلسات فرهنگستان می‌فرستاد. لئونارد اویلر آنها را در سال ۱۷۲۹ در جلد دوم صورت‌جلسات فرهنگستان (گزارش‌های فرهنگستان اپراتوری علوم پتروگراد) انتشار داد.
اویلر در ۱۴ سالی که در سن‌پترزبورگ بود، کشف‌های درخشانی در تحلیل ریاضی، نظریه اعداد و مکانیک کرد. تا سال ۱۷۴۱، هشتاد تا نود اثر برای انتشار آماده کرده بود که ۵۵ تای آنها از جمله دو جلد «مکانیک» را منتشر کرد.
وی در آن زمان عضو فرهنگستان‌های سن‌پترزبورگ در روسیه و برلین در آلمان بود. در سال ۱۷۴۹ عضو انجمن پادشاهی لندن، در سال ۱۷۵۳ عضو انجمن فیزیک و ریاضیات بازل، و در سال ۱۷۵۵ عضو فرهنگستان علوم پاریس نیز شد.
اویلر، ۱۷۴۱ پس از ۱۴ سال اقامت در روسیه، درحالی که هنوز عضو فعال هر دو فرهنگستان برلین و سن پترزبورگ بود، به برلین آلمان رفت و ۲۵ سال بعد را آنجا سپری کرد. وی در تبدیل انجمن علوم سابق به یک فرهنگستان بزرگ که در سال ۱۷۴۴ با نام فرانسوی فرهنگستان پادشاهی علوم و ادبیات برلین بنیاد نهاده‌شد، فراوان کوشید. در این دوره، اویلر به گوناگونی پژوهش‌های خود افزود و در رقابت با دالامبر و دانیل برنولی، فیزیک ریاضی را پی ریخت و در پیشبرد نظریهٔ حرکت ماه و سیارات از رقیبان کلرو و دالامبر بود.
در همان زمان نظریهٔ حرکت جامدات و امکان ساخت ابزار ریاضی هیدرودینامیک را فراهم آورد. وی هندسهٔ دیفرانسیل سطوح را پیش نهاد و در نورشناسی، الکتریسیته و مغناطیس به پژوهش بسیار پرداخت. همچنین دربارهٔ مسائل فناوری مانند ساختن دوربین‌های شکستی تک‌رنگ، تکمیل توربین آبی زگنر و نظریهٔ چرخ‌دنده‌ها به اندیشه پرداخت.
شمار آثار اویلر در دوره اقامت در برلین بیش از ۳۸۰ بود که ۲۷۵ اثر انتشار یافتند. از جمله آنها می‌توان به تعدادی کتاب مفصل تک‌نگاشتی دربارهٔ حساب دیفرانسیل و انتگرال، کتابی بنیادین دربارهٔ محاسبه مدار اجرام آسمانی، کتابی دربارهٔ توپ‌خانه و پرتاب گلوله، کتاب مقدماتی به تحلیل نامتناهی، رساله‌ای در کشتی‌سازی و دریانوردی که صورت آغازین آن در سن پترزبورگ تهیه شده بود، اشاره کرد.
نخستین نظریهٔ لئونارد اویلر دربارهٔ حرکت ماه و اصول حساب دیفرانسیل در سه کتاب آخر او به هزینه فرهنگستان سن‌پترزبورگ انتشار یافتند. در آخر رساله‌ای بود دربارهٔ مکانیک جامدات به نام «نظریه حرکت اجسام جامد» (۱۷۵۶). رسالهٔ مشهور «نامه‌هایی به یک شاهزاده خانم آلمانی دربارهٔ موضوعهای مختلف فیزیک و فلسفه» که در واقع درس‌هایی بود که اویلر به یکی از بستگان پادشاه پروس داده بود، تا پیش از بازگشت اویلر به سن پترزبورگ انتشار نیافتند. این کتاب موفقیتی بی‌نظیر یافت و ۱۲ بار به زبان اصلی تجدید چاپ و به زبان‌های دیگر نیز ترجمه شد.

## نظریات
اویلر همچنان به مطالعات ریاضی خود ادامه می‌داد و دوستانش او را روح آنالیز ریاضی می‌دانستند. آراگو دربارهٔ اویلر چنین گفته‌است: 
اویلر به همان آسانی که انسان نفس می‌کشد، محاسبات ریاضی می‌کند.
اویلر به معنای گسترده‌ای که در سده هجدهم برای کلمه هندسه به‌کار می‌رفت هندسه‌دان بود. در کار او ریاضیات بستگی نزدیکی با کاربرد سایر علوم با مسائل فناوری و با زندگی عمومی داشت. در آثار ریاضی اویلر تحلیل ریاضی جایگاه نخست دارد؛ هفده جلد از مجموعه آثار او در این زمینه است. او با کشفیات بسیار، به تحلیل ریاضی یاری داد و عرضه آن‌ها در کتابهای درسی خود را منظم ساخت. در بنیان‌گذاری رشته‌های گوناگون ریاضی مانند حساب دیفرانسیل و انتگرال، نظریه معادلات دیفرانسیل، نظریه مقدماتی توابع مختلط و نظریه توابع خاص بی‌اندازه کمک کرد. وی بسیاری از علائم ریاضی کنونی را پیش نهاد و به‌کار برد.

## دستاوردها در ریاضیات و فیزیک
اویلر تقریباً در تمام حوزه‌های ریاضیات، از جمله هندسه، حسابان، مثلثات، جبر، و نظریهٔ اعداد کار کرد. در کنار این او در مکانیک محیط‌های پیوسته، نظریهٔ قمری، و دیگر حوزه‌های فیزیک نیز نقش داشت. او شخصیتی جریان‌ساز در تاریخ ریاضیات بود. آثار وی، که عموماً مورد توجه بنیادین هستند، در صورتی که همگی چاپ شوند بین ۶۰ تا ۸۰ جلد رحلی خواهند بود. نام اویلر به تعداد عظیمی از موضوعات گره خورده‌است. اویلر به طول متوسط بین سال‌های ۱۷۲۵ و ۱۷۸۳ سالی ۸۰۰ صفحه کار تولید کرد. همچنین از او بیش از ۴۵۰۰ نامه و صدها دست‌نویس باقی‌مانده‌است. برخی بر این باورند که اویلر مؤلف یک‌چهارم تمام خروجی قرن هجدهم در ریاضیات، فیزیک، مکانیک، اخترشناسی، و ناوبری بوده‌است.

### نمادگذاری ریاضی
اویلر چندین قرارداد نمادگذاری را در درسنامه‌های مختلف خود که به گستردگی منتشر شدند معرفی و رایج کرد. مهم‌تر از همه، او مفهوم تابع را معرفی کرد و اولین کسی بود که از نماد f(x) برای نشان دادن تابع f اعمال شده بر متغیر x استفاده کرد. او همچنین نمادگذاری مدرن توابع مثلثاتی را، حرف e را برای پایهٔ لگاریتم طبیعی (که اکنون به عنوان عدد اویلر نیز شناخته می‌شود)، حرف یونانی Σ را برای جمع، و حرف i را برای نشان دادن یکه موهومی معرفی کرد. استفاده از حرف یونانی π برای نشان دادن نسبت محیط دایره به قطر آن نیز توسط اویلر رایج شد، اگرچه کاربرد این حرف از ویلیام جونز، ریاضی‌دان ولزی، شروع شد.

### آنالیز
توسعهٔ حساب بی‌نهایت کوچک در خط مقدم پژوهش‌های ریاضی قرن ۱۸ قرار داشت و خانوادهٔ برنولی — دوستان خانوادهٔ اویلر - مسئول بسیاری از پیشرفت‌های اولیه در این زمینه بودند. به لطف تأثیر آنها، مطالعهٔ حساب دیفرانسیل و انتگرال تمرکز اصلی کار اویلر شد. در حالی که برخی از اثبات‌های اویلر با استانداردهای مدرن دقت ریاضی (به ویژه تکیه او بر اصل کلیت جبر) قابل قبول نیستند، ایده‌های او منجر به پیشرفت‌های بزرگ بسیاری شدند. اویلر در آنالیز برای استفاده مکرر و توسعه سری توانی، بیان توابع به‌صورت مجموع بی‌نهایت جمله، شناخته شده است. برای مثال
{\displaystyle e^{x}=\sum _{n=0}^{\infty }{x^{n} \over n!}=\lim _{n\to \infty }\left({\frac {1}{0!}}+{\frac {x}{1!}}+{\frac {x^{2}}{2!}}+\cdots +{\frac {x^{n}}{n!}}\right).}
استفاده اویلر از سری توانی او را قادر ساخت تا مسئله مشهور بازل را در سال ۱۷۳۵ حل کند (او استدلال مفصل تری در سال ۱۷۴۱ ارائه کرد):
{\displaystyle \sum _{n=1}^{\infty }{1 \over n^{2}}=\lim _{n\to \infty }\left({\frac {1}{1^{2}}}+{\frac {1}{2^{2}}}+{\frac {1}{3^{2}}}+\cdots +{\frac {1}{n^{2}}}\right)={\frac {\pi ^{2}}{6}}.}
او ثابت زیر را که اکنون به نام ثابت اویلر یا ثابت اویلر–ماسکرونی شناخته شده‌است، معرفی کرد و رابطهٔ آن را با سری هارمونیک، تابع گاما، و مقادیر تابع زتای ریمان مطالعه کرد.
{\displaystyle \gamma =\lim _{n\rightarrow \infty }\left(1+{\frac {1}{2}}+{\frac {1}{3}}+{\frac {1}{4}}+\cdots +{\frac {1}{n}}-\ln(n)\right)\approx 0.5772,}

تفسیری هندسی از فرمول اویلر

اویلر استفاده از تابع نمایی و لگاریتم را در اثبات‌های تحلیلی معرفی کرد. او راه‌هایی برای بیان توابع لگاریتمی مختلف با استفاده از سری‌های توانی کشف کرد، و لگاریتم‌ها را با موفقیت برای اعداد منفی و مختلط تعریف کرد، او با این کار دامنه کاربرد لگاریتم‌ها در ریاضیات را تا حد زیادی گسترش داد. او همچنین تابع نمایی را برای اعداد مختلط تعریف کرد و رابطه آن را با توابع مثلثاتی کشف کرد. فرمول اویلر بیان می‌کند که برای هر عدد حقیقی φ (به رادیان)، تابع نمایی مختلط را می‌توان به صورت زیر نوشت:
{\displaystyle e^{i\varphi }=\cos \varphi +i\sin \varphi }
ریچارد فاینمن این فرمول را «چشمگیرترین فرمول در ریاضیات» خوانده‌است.
حالت خاصی از فرمول بالا با قرار دادن عدد پی به جای متغیر به عنوان اتحاد اویلر شناخته شده‌است.
{\displaystyle e^{i\pi }+1=0}
اویلر با معرفی تابع گاما نظریه توابع غیرجبری بالاتر را تشریح کرد و روش جدیدی را برای حل معادلات درجه چهار معرفی کرد. او راهی برای محاسبه انتگرال‌هایی که حدود مختلط دارند پیدا کرد، که آغاز توسعهٔ آنالیز مختلط بود. او حساب تغییرات را اختراع کرد و معادله اویلر-لاگرانژ را برای ساده‌سازی مسائل بهینه‌سازی در این ناحیه به حل معادلات دیفرانسیل فرمول‌بندی کرد.
اویلر در استفاده از روش‌های تحلیلی برای حل مسائل نظریهٔ اعداد پیشگام بود. با این کار، او دو شاخه مختلف از ریاضیات را متحد کرد و یک رشته مطالعاتی جدید، نظریه تحلیلی اعداد، را معرفی کرد. اویلر برای ایجاد این رشتهٔ جدید، نظریهٔ سری فراهندسی، سری q، توابع مثلثاتی هذلولوی، و نظریهٔ تحلیلی کسرهای مسلسل تعمیم‌یافته را ایجاد کرد. برای مثال، او نامتناهی بودن اعداد اول را با کمک واگرایی سری‌های هارمونیک اثبات کرد و از روش‌های تحلیلی برای به دست آوردن درکی از نحوه توزیع اعداد اول استفاده کرد. کار اویلر در این زمینه به توسعهٔ قضیهٔ اعداد اول منجر شد.

### نظریهٔ اعداد
رد علاقه اویلر به نظریه اعداد را می‌توان در تأثیر کریستین گلدباخ، دوست او در آکادمی سنت پترزبورگ، بر او یافت. بسیاری از کارهای اولیه اویلر در مورد نظریهٔ اعداد بر اساس کار پیر دو فرما بود. اویلر برخی از ایده‌های فرما را توسعه داد و برخی از حدس‌های او را رد کرد، مانند حدس او که همه اعداد به صورت {\textstyle 2^{2^{n}}+1} (اعداد فرما) اول هستند.
اویلر ماهیت توزیع اعداد اول را با نظریات آنالیز پیوند داد. او ثابت کرد که مجموع معکوس اعداد اول واگرا می‌شود. با انجام این کار، او ارتباط بین تابع زتای ریمان و اعداد اول را کشف کرد. این به عنوان فرمول ضرب اویلر برای تابع زتای ریمان شناخته می‌شود.
اویلر تابع فی φ(n) را معرفی کرد که مقدار آن برابر تعداد اعداد صحیح مثبت کوچکتر یا مساوی با عدد صحیح n است که با n متباین هستند. او با استفاده از ویژگی‌های این تابع، قضیه کوچک فرما را به چیزی تعمیم داد که اکنون به عنوان قضیه اویلر شناخته می‌شود. او کمک قابل توجهی به نظریه اعداد تام کرد که از زمان اقلیدس ریاضیدانان را مجذوب خود کرده بود. او ثابت کرد که رابطه نشان داده شده بین اعداد تام زوج و اعداد اول مرسن (که قبلاً ثابت کرده بود) یک‌به‌یک است، نتیجه ای که به عنوان قضیه اقلیدس-اویلر شناخته می‌شود. اویلر همچنین قانون تقابل مربعی را حدس زد. این مفهوم یکی از قضایای اساسی در نظریه اعداد است، و ایده‌های او راه را برای کار کارل فریدریش گاوس، به ویژه در مباحث حسابی هموار کرد. در سال ۱۷۷۲ اویلر ثابت کرد که ۲۳۱ = ۲٬۱۴۷٬۴۸۳٬۶۴۷ یک عدد اول مرسن است. احتمالاً تا سال ۱۸۶۷ این بزرگ‌ترین عدد اول شناخته‌شده بود.
اویلر همچنین کمک‌های عمده‌ای درجهت پیشرفت نظریهٔ افراز اعداد صحیح کرد.

### نظریه گراف
هفت پل کونیگسبرگ (Seven Bridges of Königsberg) مسئله تاریخی قابل توجهی در ریاضیات است. جواب منفی به آن توسط اویلر در ۱۷۳۶ میلادی بنیان نظریه گراف را بنا نهاده و ایده توپولوژی را از پیش ترسیم نمود.

## کتابها و مقالات
کشف‌های نیمه سده هجدهم در تحلیل ریاضی، از سوی اویلر در سه کتاب زیر، منظم و خلاصه شده‌است.
- درآمدی بر تحلیل نامتناهی (۱۷۴۸)
- روش‌های حساب دیفرانسیل (۱۷۵۵)
- روش‌های حساب انتگرال (‎۱۷۶۸–۱۷۷۰)

وی سه روز را به حل مسئله‌ای که از طرف آکادمی مطرح شده بود گذراند و پس از آن بیمار شد و در اثر آن یک چشم خود را از دست داد. در ۶۰ سالگی بینایی چشم دیگرش هم از دست رفت. گرچه چشم او را با موفقیت عمل کردند ولی زخم آن دچار عفونت شد و برای همیشه چشمان خود را از دست داد. اویلر در ۱۸ سپتامبر ۱۷۸۳ وفات یافت.